# Плитвица (Апаче)
Плитвица  (словен. Plitvica) је насељено место у општини Апаче у североисточној Словенији, која припада Помурској регији.
Насеље се налази на надморској висини 217,2 м површине 2,77 км². Приликом пописа становништва 2011. године Плитвица је имала 106 становника

## Културна баштина
У источном делу насеља на путу ка Лутврецима постоји мала капела са звоником. Изграђена је 1930. године и посвећена је сећању на нестале војнике у Првом светском рату из ове области. Попред обог споменика културе, у насељу се налази Римско гробље са 11 гробних хумки, а јужно од села споменик куги из 1669. године..